# Jungdeutscher Bund
Der Jungdeutsche Bund war eine unter dem Eindruck des Ersten Weltkrieges entstandene nationalkonservative Älterenvereinigung der Wandervogelbewegung. Einem Aufruf des 1917 im Krieg gefallenen Otger Gräff folgend fand vom 9. bis 12. August 1919 auf Burg Lauenstein die Gründungsversammlung statt.

## Geschichte
Der Jungdeutsche Bund wurde bereits 1917 durch Otger Gräff ins Leben gerufen. Als offizielle konstituierende Sitzung gilt jedoch der Bundestag des Jungdeutschen Bundes auf der Burg Lauenstein im August 1919, der auf der mittelalterlichen Burg stattfand. Hier wurde die inhaltliche und organisatorische Ausrichtung des Bundes festgelegt. Den Gründungsvortrag hielt Frank Glatzel, der als gewählter Bundesobmann auch die Führung übernahm. Er fasste das Lauensteiner Bekenntnis wie folgt zusammen:

„Wir Jungdeutschen wollen aus der Kraft unseres Volkstums eigenwüchsige Menschen werden; Unter Ueberwindung der äußeren Gegensätze eine wahrhafte Volksgemeinschaft aller Deutschen schaffen. Und ein deutsches Reich als Grundlage und Gestalt unseres völkischen Lebens aufbauen helfen.“

Weitere Gründungsmitglieder waren der preußische Landtagsabgeordnete der Deutschnationalen Volkspartei und Theologe Karl Bernhard Ritter (1890–1968) sowie der Eugeniker Hans Harmsen (1899–1989). Auch der Gymnasiallehrer Paul Förster (1844–1925), der 1893 für die antisemitische Deutschsoziale Partei in den Reichstag eingezogen war und der sich für deutsche Erziehung, deutsche Kunst, deutsche Lebensart sowie deutschen Natur- und Tierschutz einsetzte, engagierte sich im Jungdeutschen Bund.
Der Bund bekannte sich zur Idee der Freideutschen Jugend, kritisierte aber die Umsetzung. Neben Glatzel hielten Emil Engelhardt, Hans Gerber, Friedrich Muck-Lamberty, Karl Bernhard Ritter, Wilhelm Stählin und Wilhelm Stapel Ansprachen vor den Vertreterinnen und Vertretern der unterschiedlichen Gruppierungen, zu denen insbesondere der Wandervogel als Wurzel des Jungdeutschen Bundes gehörte. Am 1. Januar 1930 löste sich der Jungdeutsche Bund auf.
Nach 1945 übergab Hans Harmsen Papiere und Akten des Jungdeutschen Bundes dem Archiv der deutschen Jugendbewegung auf der Burg Ludwigstein.